# Monasterio ortodoxo de San Giovanni Theristis
El monasterio ortodoxo de San Giovanni Theristis (San Juan el segador) es un monasterio italiano situado en la provincia de Reggio Calabria y ahora vive una comunidad de monacos de la Romena ortodoxa diócesis de Italia.
El templo fue construido en la segunda mitad del siglo XI, la basílica es una clara evidencia de la transición de la época bizantina y la latina, por lo que tiene elementos normandos y bizantinos.

## Galería de imágenes

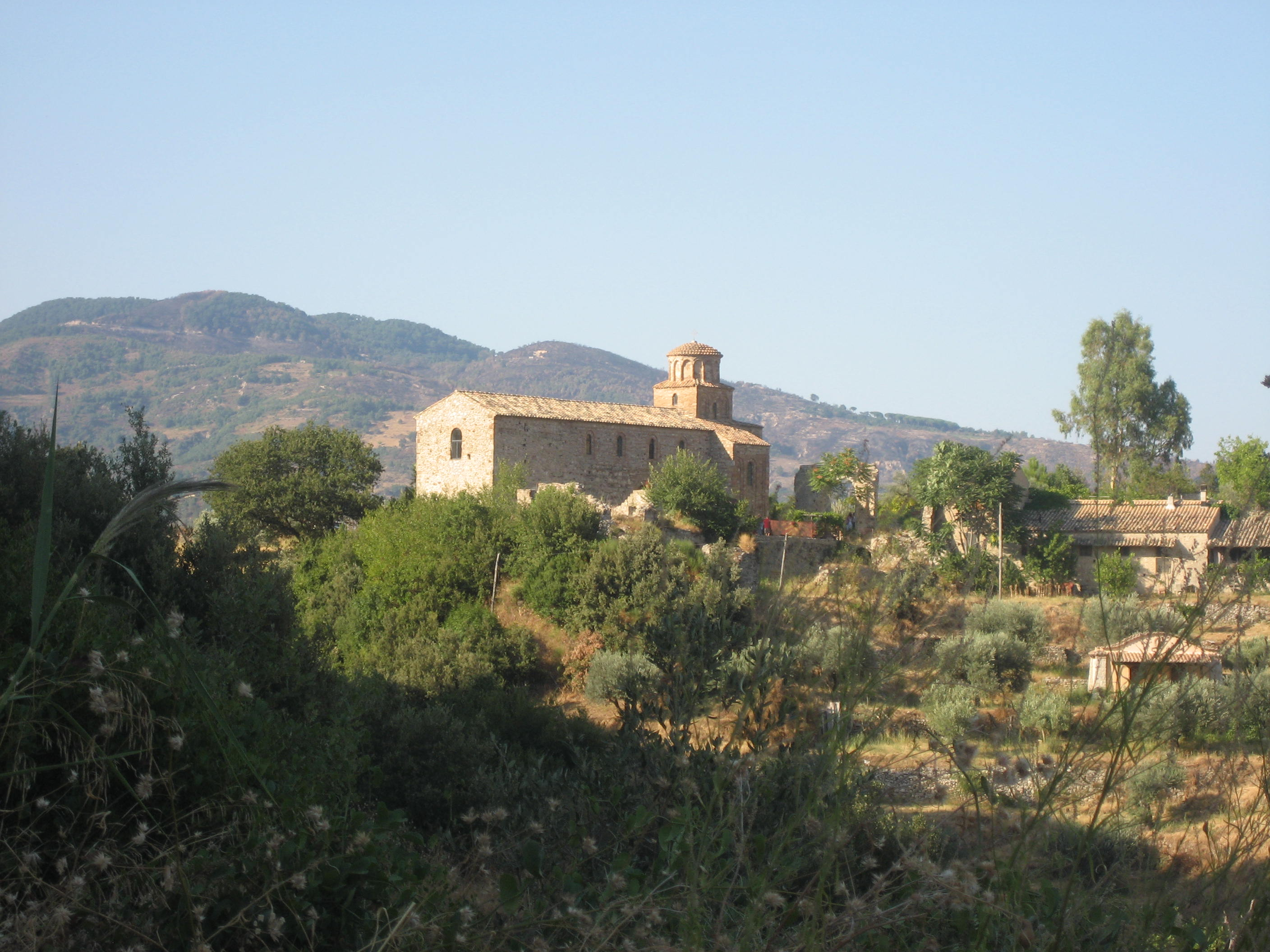
El monasterio
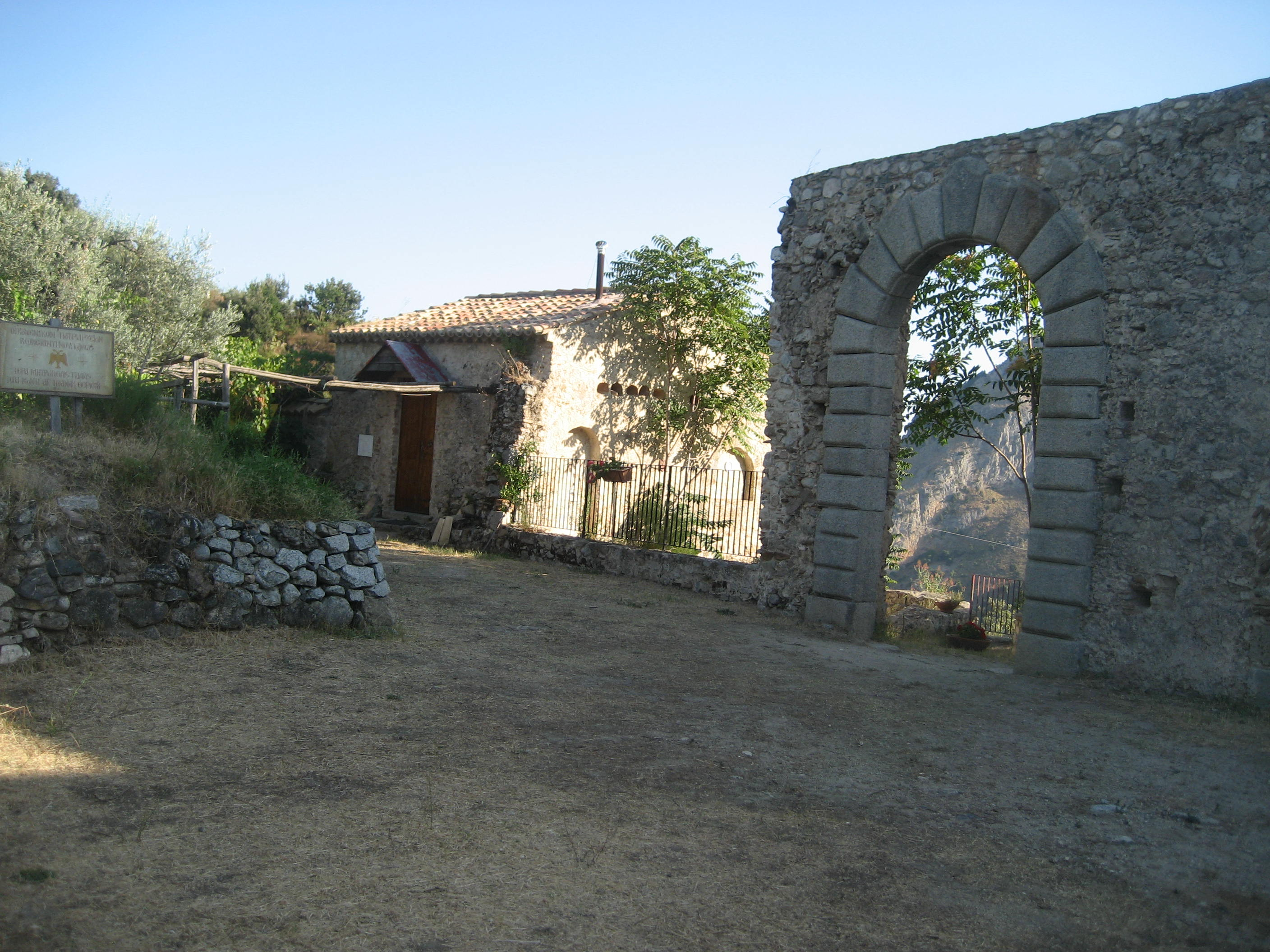
Enfrente del monasterio
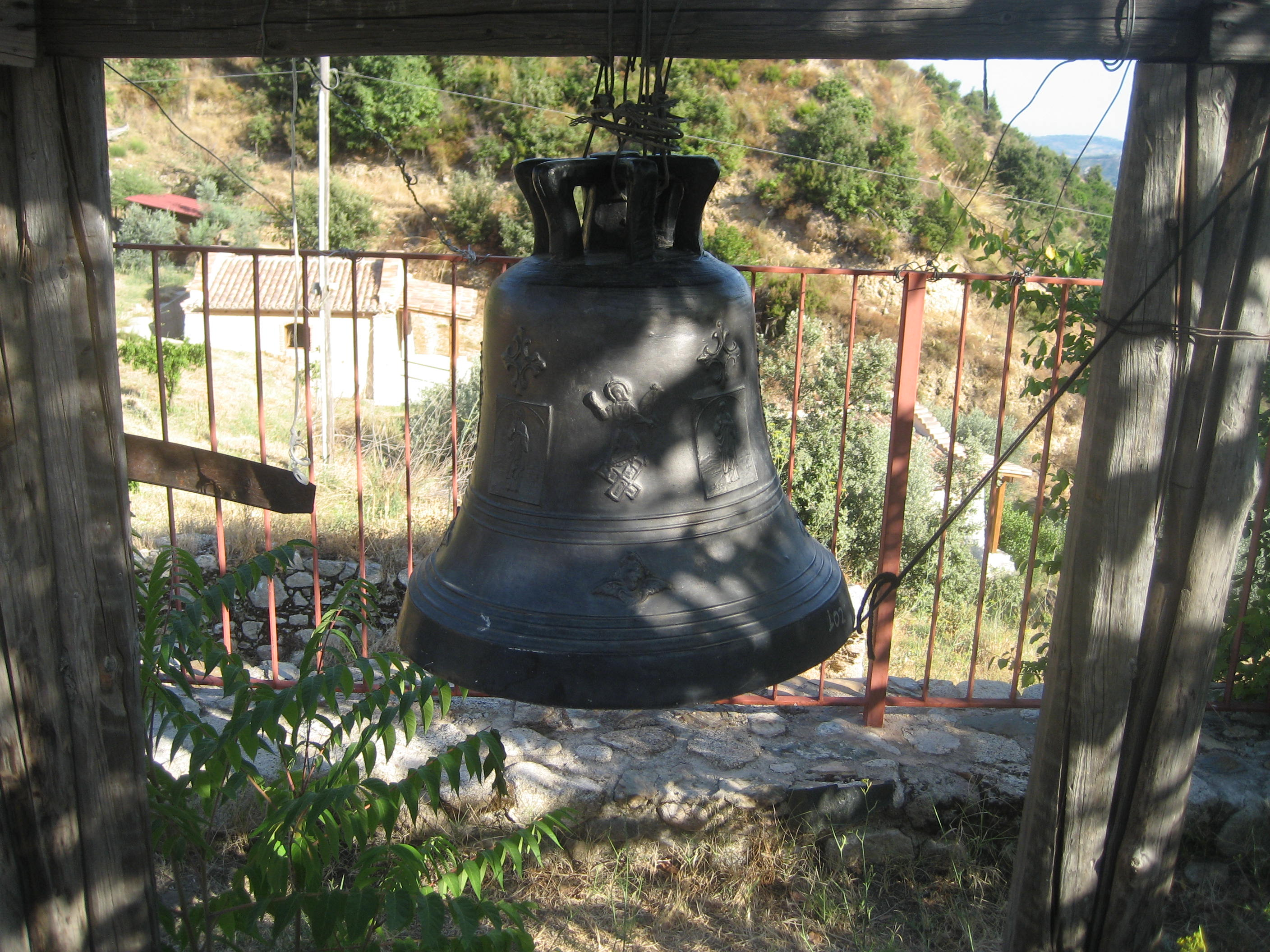
Campana del monasterio
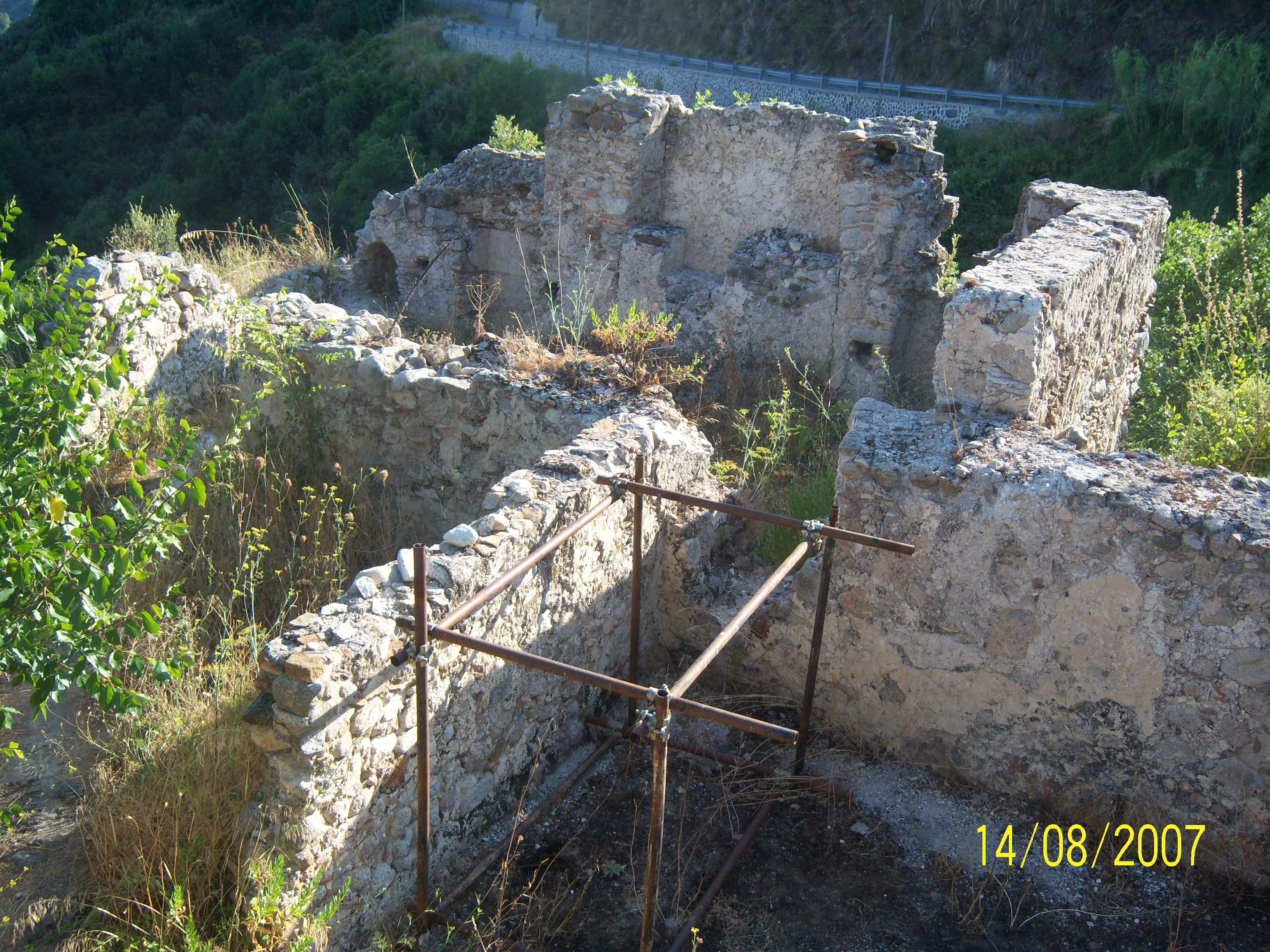
Las ruinas del antiguo convento